# Eisenberg an der Raab
Eisenberg an der Raab ist ein Ortsteil der Gemeinde Sankt Martin an der Raab im Bezirk Jennersdorf im Burgenland in Österreich mit 205 Einwohnern (Stand 1. Jänner 2024).

## Lage
Eisenberg liegt im 1997 gegründeten Naturpark Raab im Dreiländereck von Slowenien, Österreich und Ungarn. Zur österreichisch-ungarischen Grenze im Südosten sind es 1 km und zur Grenze nach Slowenien 7 km. Nach Jennersdorf und Weichselbaum im Norden sind es 3 bzw. 4 km.

## Geschichte

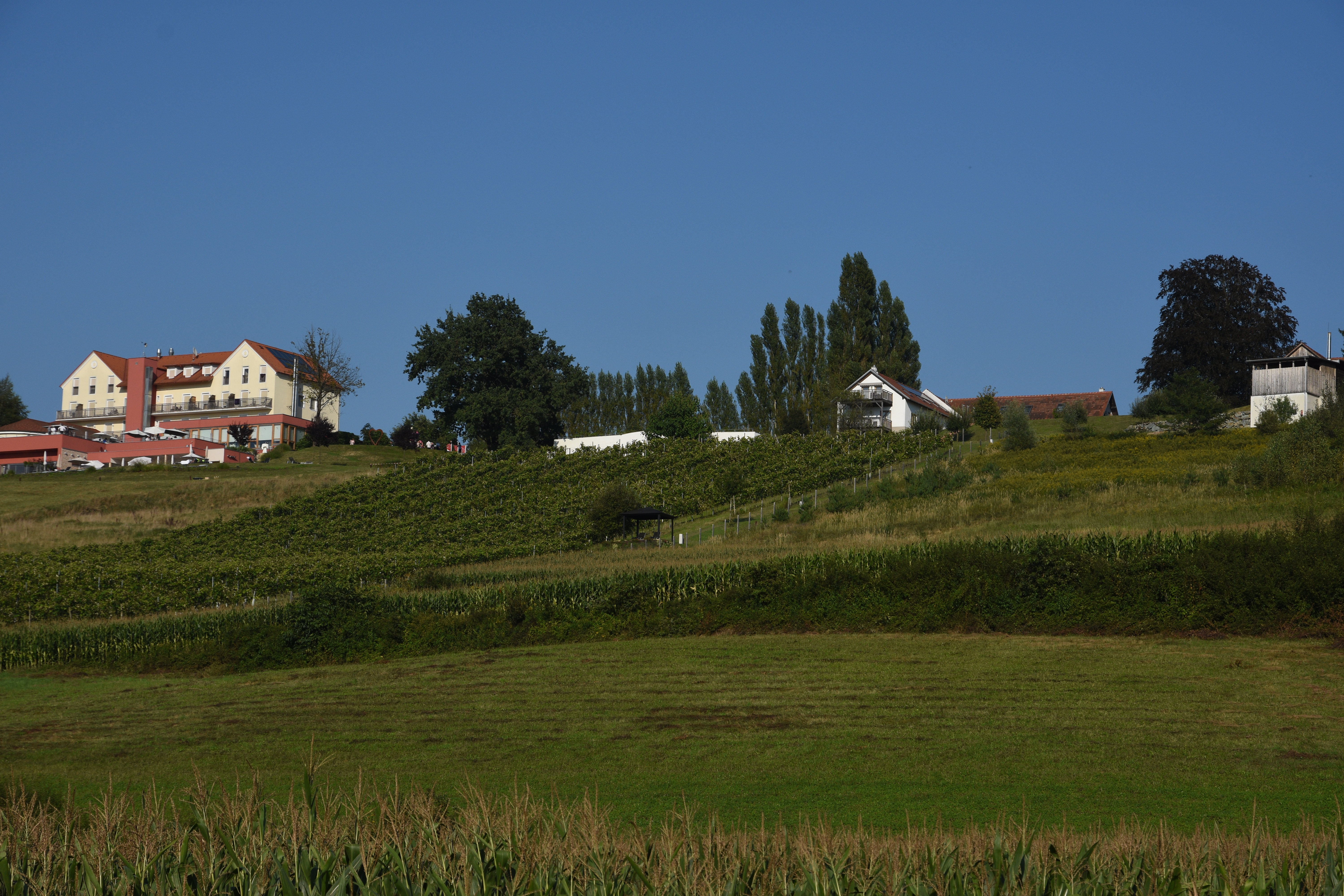
Eisenberg an der Raab

Die in der Umgebung von Eisenberg (Eisenberger Kegeläcker) gefundenen römischen Hügelgräber und die Grundmauern eines römischen Gebäudes (Villa rustica) lassen auf eine frühe Besiedelung schließen. 1970 kam Eisenberg zusammen mit fünf weiteren ehedem selbständigen Gemeinden durch Zusammenschluss zu Sankt Martin an der Raab. Im Ort existieren ein Verschönerungsverein und die Freiwillige Feuerwehr.

## Marienerscheinung (Rasenkreuz von Eisenberg)
Am 8. Oktober 1954 soll in Eisenberg der Frau Aloisia Lex (1907–1984) die heilige Maria und am 6. September 1956 ein Engel erschienen sein. Von 1956 bis 1992 erschien auf ihrem Grundstück an der Stelle, an der diese Erscheinung stattgefunden haben soll, ein mysteriöses, durch veränderte Vegetation abgrenzbares ca. 120 cm großes Kreuz im Gras, das so genannte „Rasenkreuz von Eisenberg“. Dieses Kreuz soll weder auf im Boden befindliche Chemikalien noch auf physikalische Einwirkungen zurückzuführen gewesen sein. Es gibt aber auch Veröffentlichungen, wonach das Rasenkreuz von Menschenhand erhalten und Frau Lex an der Pflege beteiligt gewesen sei.
Die römisch-katholische Kirche erkennt die genannten Erscheinungen nicht an. In der Literatur sind Zweifel an der Erscheinung publiziert und der Gedanke, dass aus der Gnadenstätte Kapital geschlagen wird. Teilweise werden Parallelen zum Ufo-Phänomen gezogen. Seit 1993 ist das Kreuz nicht mehr sichtbar. Doch noch in den Jahren um 2010 pilgern Menschen vor allem aus der Schweiz, Ungarn, Polen und Slowenien an seinen Ort.
In St. Martin an der Raab / Eisenberg wurde 1972/73 ein Pilgerheim errichtet. Erbaut wurde es vom Rasenkreuz-Pilgerverein aus der Schweiz. Dieser Verein wurde zu diesem Zweck gegründet. In den folgenden Jahren wurden bis zu sechs Wallfahrten pro Jahr durchgeführt. Der Rasenkreuz-Pilgerverein wurde 2007 aufgelöst. Besucher können das „heilige Wasser“ in Behältern als Souvenir mitnehmen. Es handelt sich dabei aber lediglich um normales Leitungswasser aus der ortseigenen Wasserversorgung.